# 61 Близнецов
61 Близнецов (лат. 61 Geminorum, HD 58579) — двойная, предположительно переменная звезда в созвездии Близнецов на расстоянии приблизительно 453 световых лет (около 139 парсеков) от Солнца. Видимая звёздная величина звезды — +5,935m.

## Характеристики
Первый компонент — жёлто-белый карлик, предположительно переменная звезда типа Дельты Щита спектрального класса F2Vn. Радиус — около 5,53 солнечных, светимость — около 64,98 солнечных. Эффективная температура — около 7040 К.